# Galium jarynae
Galium jarynae là một loài thực vật có hoa trong họ Thiến thảo. Loài này được Wol. mô tả khoa học đầu tiên năm 1887.